# His Bitter Fate
His Bitter Fate est un film américain réalisé par Harry Williams, sorti en 1917.

## Fiche technique
- Titre original : His Bitter Fate
- Réalisation : Harry Williams
- Photographie : C.H. Wales
- Production : Mack Sennett
- Société de production : Keystone
- Société de distribution : Keystone
- Pays d’origine :  États-Unis
- Langue originale : anglais
- Format : noir et blanc — 35 mm — 1,37:1 — Film muet
- Genre : Comédie
- Durée : une bobine - 300 m
- Date de sortie :
  - États-Unis : 24 juin 1917

## Distribution
- George Binns
- Dale Fuller
- Lillian Biron
- William Colvin